# Lentate Verbano
Lentate Verbano è una località del comune italiano di Sesto Calende posta sulle colline a nord del centro abitato, verso il lago di Monate. Fu chiamata semplicemente Lentate fino al 1863.

## Storia
Fu un antico comune del Milanese, sede di parrocchia fin da Rinascimento.
Registrato agli atti del 1751 come un borgo di 204 abitanti, nel 1786 Lentate entrò per un quinquennio a far parte dell'effimera Provincia di Varese, per poi cambiare continuamente i riferimenti amministrativi nel 1791, nel 1798 e nel 1799. Alla proclamazione del Regno d'Italia nel 1805 risultava avere 211 abitanti. Nel 1809 fu soppresso con regio decreto di Napoleone ed annesso a Taino. Il Comune di Lentate fu però ripristinato con il ritorno degli austriaci, e nel 1841 incorporò il borgo di Osmate: tale unione fu però duramente contestata dagli osmatesi, che nel 1892 infine ottennero il trasferimento del municipio e il cambio della denominazione comunale in Osmate-Lentate. L'inimicizia fra le due località si mantenne tuttavia a livelli tali che il governo nel 1929 decise il distacco di Lentate dal vecchio comune e la sua aggregazione a quello di Sesto Calende, del quale ancora oggi costituisce una visibile protuberanza.